# Меркулов, Иван Данилович
Ива́н Дани́лович Мерку́лов (8 февраля 1924, Старая Ведуга, Землянский уезд, Воронежская губерния, СССР — 20 февраля 1944, Холм, Новгородская область, СССР) — советский военнослужащий, наводчик станкового пулемёта 312-го Новгородского Краснознамённого стрелкового полка (26-я Сталинская Краснознамённая стрелковая дивизия, 22-я армия, 2-й Прибалтийский фронт), младший сержант. Герой Советского Союза.

## Биография
Родился в селе Старая Ведуга. Окончил семилетку, затем школу ФЗУ в Воронеже, работал на механическом заводе. Член ВЛКСМ с 1941 года. В Великую Отечественную войну во время бомбёжки был ранен, уехал в родное село на лечение. Оказавшись в оккупации, установил связь с партизанами, доставлял им продукты и оружие, помогал бойцам выходить из окружения.
В армию призван в марте 1943 года. На фронте с апреля 1943 года. Был пулемётчиком, отличился во многих боях.
Погиб 20 февраля 1944 года в бою за город Холм (ныне Новгородской области), закрыв телом амбразуру пулемётного дзота.
Был представлен к званию Героя Советского Союза, но 12 августа 1944 года посмертно награждён орденом Отечественной войны I степени. В июле 1945 года повторно представлен к званию Героя Советского Союза.
Звание Героя Советского Союза присвоено младшему сержанту И. Д. Меркулову указом Президиума Верховного Совета СССР от 15 мая 1946 года посмертно.
Похоронен в деревне Осиновка Холмского района Новгородской области.

## Память
- Именем Героя названы улицы в городах Холм и Воронеж.
- На улице Меркулова в Воронеже и здании авиационного завода установлены мемориальные доски в память о Герое.